# Burni Tampur Blang
Burni Tampur Blang är ett berg i Indonesien.   Det ligger i provinsen Sumatera Utara, i den västra delen av landet, 1 500 km nordväst om huvudstaden Jakarta. Toppen på Burni Tampur Blang är 1 775 meter över havet.
Terrängen runt Burni Tampur Blang är kuperad åt nordost, men åt sydväst är den bergig.Runt Burni Tampur Blang är det mycket glesbefolkat, med 3 invånare per kvadratkilometer. I omgivningarna runt Burni Tampur Blang växer i huvudsak städsegrön lövskog.